# Cartagena Casco
Cartagena Casco es una 
diputación del municipio de Cartagena en España. Limita casi en su totalidad con San Antonio Abad al norte y al noroeste y al suroeste. Aunque también tiene fronteras con El Hondón y Santa Lucía, al este y al sureste respectivamente.

## Demografía
Esta área tiene 58.453 habitantes, y es la más poblada. Esta diputación alberga las localidades de Cartagena, Ensanche-Almarjal, San Ginés y Virgen de la Caridad.
Cartagena tiene 44.313 habitantes, Ensanche-Almarjal cuenta con 6.119, en San Ginés viven 4.962 y Virgen de la Caridad alberga 2.876.

Diputación de Cartagena Casco

## Historia

### Introducción y prehistoria
Conviene empezar diciendo que el sur de esta diputación era una península. Se unía con la península ibérica por el oeste, por la actual calle Ciudad de Orán. Estaba delimitada por las cinco colinas de Cartagena: Quitapellejos, Monte Sacro, San José, Molinete y Cherrosenicio.
En la zona del arsenal había un mar llamado Mandarache. Y al norte de la península había un mar interior llamado Estero. En la época de la estancia musulmana, ese mar se convertiría en una laguna interior incomunicada con otros mares, llamada Almarjal. El mar Estero ocupa el área comprendida entre el paseo de Alfonso XIII y la calle Reina Victoria

La antigua laguna Estero se llamará posteriormente Almarjal en la Hispania musulmana. Tras desaparecer en el, en el empieza a estar sustituida por el actual Paseo de Alfonso XIII, la avenida Reina Victoria y gran parte del actual núcleo poblacional Ensanche-Almarjal.

El papel que ha desempeñado el municipio de Cartagena en la historia no fue notorio hasta que los cartagineses pusieron los ojos en la antigua península cartagenera. Si esto ocurría con todo el municipio, se daba especialmente en esta diputación.
En Cartagena Casco no hay registro de paso de personas ni en el Paleolítico, ni en el Neolítico, ni tampoco en la Edad de cobre. A diferencia de otros lugares como la Cueva Bermeja, Las Amoladeras (en Cabo de Palos), el yacimiento de San Joaquín (en el Gorguel), etc.
Sin embargo, hubo presencia en el Paleolítico de neandertales en La Cueva de Los Aviones. Esta cueva está situada junto al Fuerte de Navidad, muy próxima a la diputación de este artículo.
En la Edad del Hierro hubo presencia ibera en esta diputación. Pero no fue hasta la llegada de los cartagineses cuando desempeña un papel importante.

### Antigüedad

#### Cartagena cartaginesa: Qart-Hadasht
Hacia mediados del siglo III antes de Cristo, los cartagineses ponen la mirada en la península ibérica debido a la derrota en la primera guerra púnica: necesitaban la Península para reponerse, en concreto, el abastecimiento de materias primas, de esclavos y de mercenarios.
En el año 247 a. C. estipula un tratado con 
Roma en el que acuerdan los territorios de influencia de cada una de las civilizaciones. A Cartago le correspondía la península ibérica hasta el río Ebro.
En el año 227 a. C. desembarca en Gádir (actual Cádiz) y diez años después se dirige a la península cartagenera. Funda allí Qart-Hadasht en el año 227 a. C.
Establecieron este lugar como capital y como base logística. Los motivos de este enclave son la rápida comunicación con Cartago, un buen emplazamiento con fácil defensa y los recursos minerales en las sierras litorales de la Región de Murcia. En lo que respecta al aspecto militar establecen allí una base de operaciones y cuarteles de inviernos. También fue transformada en una auténtica capital y construyó edificios y estructuras que ofrezcan servicios propios de una ciudad con este estatus.
El mar penetraba por la parte del Arsenal, la calle Real y la plaza de España. Delimitaba una península formada por cinco colinas a modo de cuasi circunferencia.La parte más occidental, la que mira al Arsenal era la más llana y pudo servir de varadero para pequeñas embarcaciones en épocas precartaginesas.
Algunas estimaciones llevan a pensar que tuvo de 15.000 a 20.000 habitantes.
La ciudad tenía infraestructuras urbanas, calles ordenadas y empedradas, un 
foro o ágora, una acrópolis con un gran palacio, varios templos, un arsenal, talleres y almacenes, un barrio de pescadores junto a la laguna y obras de fortificación. En esta también estaba presente un foro que probablemente estuviese situado en la zona más central y más llana, que es la actual plaza de San Francisco. La parte más poblada de Qart-Hadasht era probablemente la situada entre el actual eje formados por la calle de la Serreta y su prolongación la calle de la Caridad y la muralla sobre los montes Sacro, San José y Despeñaperros.
En el Molinete se situaba la acrópolis. En esta se levantaba el palacio real. También es probable que el monte de la Concepción estuviese consagrado a Eshmún. La colina de Despeñaperros estaba dedicada a Baal Hammon y el monte de San José a Aletes. En la Serreta, cerca de la antigua laguna, había un conjunto de viviendas de pescadores y también restos de aparejos y de pescado. Es posible que esa orilla fuese algún tipo de embarcadero.También se ha encontrado una parte de una vivienda y un tramo de calle empedrada al pie de una vivienda y un tramo de calle empedrada al pie del monte de la Concepción.
El resto cartaginés más importante es un tramo de una muralla que protegía la ciudad por el este. Esa era la parte que más necesitaba defensa por estar en tierra firme. Esta muralla no era maciza, sino que estaba compuesta de dos muros paralelos que posibilitaban la disposición de alojamientos y de almacenes entre ellos.

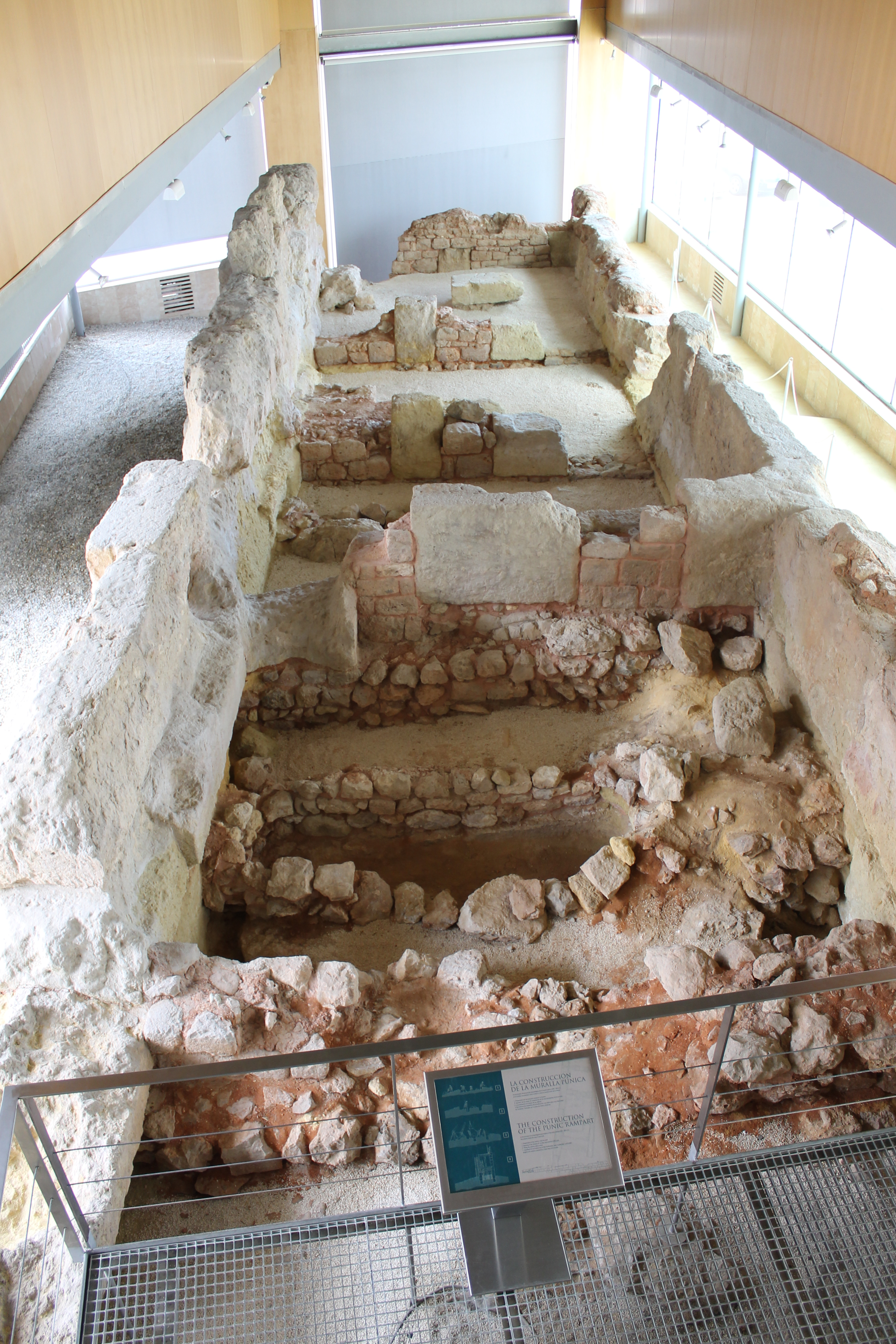
Tramo de Muralla creada por los cartagineses. Es el único que se ha conservado hasta estos días. Actualmente está musealizado por el ayuntamiento de Cartagena y es de acceso público.

La ciudad era una importante base militar y naval con todas sus necesidades industriales y de abastecimiento. Era también un centro minero muy dinámico.
Aparte de estos elementos anteriormente mencionados, tenía una presencia trascendental en Qart-Hadasht el ejército cartaginés y los elementos militares como la guarnición, las máquinas de guerra y las naves.
Hubo una revuelta en la colonia de Sagunto, que Roma apoyó. Aníbal atacó a Sagunto en el 219. Esto llevó a Roma a empezar la segunda guerra púnica.
Aníbal se dirige a Italia con un ejército, cabalgado por elefantes. En ese año, Cneo Cornelio Escipión se dirige con un ejército a la península ibérica, desembarca en Ampurias y penetra en Hispania para atacar Cartago. Al año siguiente su hermano hace algo similar con otro ejército. Cneo llega a la muralla y arrasó el campo. No consiguió tomar la ciudad, pero arrasó su campo y se llevó un buen botín.
En el año 211 los dos ejércitos son derrotados. Roma manda un nuevo ejército llevado por otro hombre llamado Publio, hijo del anterior. Se instala en Tarragona y decide tomar Qart-Hadasht, al ser la principal base cartaginesa en Hispania, para dar un golpe mortal a los cartagineses.
En la primavera del año 209, Publio lleva a su ejército a la Cartagena cartaginesa. Dirige a marchas forzadas un ejército de 25.000 infantes, 2.500 soldados y más de 36 naves.
El gobernador principal de Qart-Hadasht, Magón, solo contaba con 1000 soldados y 2000 civiles armados. No tenía fuerzas suficientes para defender todo el perímetro de la muralla y por eso decidió dejar una reserva en las dos colinas más altas, fuertes y céntricas: Molinete y Concepción.
En un momento dado de la guerra, 500 soldados cruzaron el Almarjal y asaltaron la muralla por el norte en una parte escasamente fortificada. Estos comenzaron a atacar a los que se habían refugiado en el monte de la Concepción y a los que trataban de resistir en el Molinete.
Magón, acorralado en el Molinete, rindió la plaza. Entonces Escipión mandó parar la matanza y comenzó el saqueo.
Magón Barca, hermano de Aníbal, intenta recuperar la ciudad en el 206, pero fracasó.

#### Cartagena romana: Cartago Nova
No quedan muchos restos sobre la Cartago Nova de los siglos III y II a. C.: ni escritos, ni arqueológicos. En estos años y mediados del I a. C., cuando Cartago-Nova tuvo el estatus de provincia, las cosas debieron de cambiar lentamente, sobre todo al principio.
Para poder organizar mejor el territorio, Roma, hacia el año 197, divide la península ibérica en dos provincias: Hispania Citerior e Hispania Ulterior. La primera es la más próxima a Italia. Cartago Nova formaba parte de Citerior, cuya capital era Tarraco (la actual ciudad de Tarragona).
Escipión hizo de esta ciudad el centro de relaciones diplomáticas entre las autoridades romanas y los pueblos iberos y celtíberos. Además, organizó en esta ciudad los juegos fúnebres en honor a su padre y a su tío. A estos dos hechos en esta localidad los acompañó el juicio a los soldados que se amontonaron en Sucro. También fue una importante base militar.
No hubo muchos cambios en la estructura de la ciudad. El Molinete vio confirmado su función de acrópolis y se construyeron nuevos edificios religiosos allí. En las actuales Puertas de Murcia se construyeron muelles y edificios porticados anejos a ellos.
Una zona más al norte, la parte en la que la laguna se unía con el mar, recibió también intervención romana: a esta zona que tenía muy poca profundidad se le excavó un canal para facilitar el paso de los barcos y se construyó sobre esta un puente para una segunda vía de comunicación de la ciudad con tierra firme por este lado.
Polibio afirmó que Cartago-Nova tenía un perímetro algo menor que Qart-Hadasht. Aunque no se sabe muy bien cómo interpretar esto: si hubo un repliegue hacia el interior, un aumento de densidad, etc. Es probable que el perímetro de la muralla reconstruida por Roma fuese menor que el de la anterior cartaginesa.
La ciudad debió de recuperarse pronto de los estragos de la conquista. Además, acudieron a esta muchos inmigrantes, sobre todo de la península itálica.
Los recursos económicos de Cartago-Nova apenas cambiaron respecto a los de Qart-Hadasht.
En el siglo I a. C. se le concede el estatuto de colonia a esta localidad. En esta etapa ya está totalmente romanizada. Desde este siglo hasta el II d. C. tuvo una importancia y un esplendor que no volvería a alcanzar, ni siquiera aproximadamente. Algunos autores afirman que pudo haber en torno a 20.000-30.000 habitantes en la península cartagenera, incluso sobrepasar un poco estas cifras.

En esta etapa se realiza una gran renovación urbana. Se remodelan y pavimentan las calles más importantes. Se interviene en la actual plaza de San Francisco, que pasa a ser el foro. Está rodeado de edificios monumentales como el templo. En otros lados de la plaza se han encontrado restos de edificios dedicados al comercio, a la administración de la justicia, a la Curia, y la sede del colegio de sacerdotes encargados del culto imperial. Y se levantaron monumentos y se crearon obras de arte que estaban a la altura de los más refinados de la capital romana.Otras intervenciones en cuanto a la construcción era la construcción de la Vía Augusta que comunicaba los Pirineos con el valle del Guadalquivir, y esta pasaba por esta ciudad.

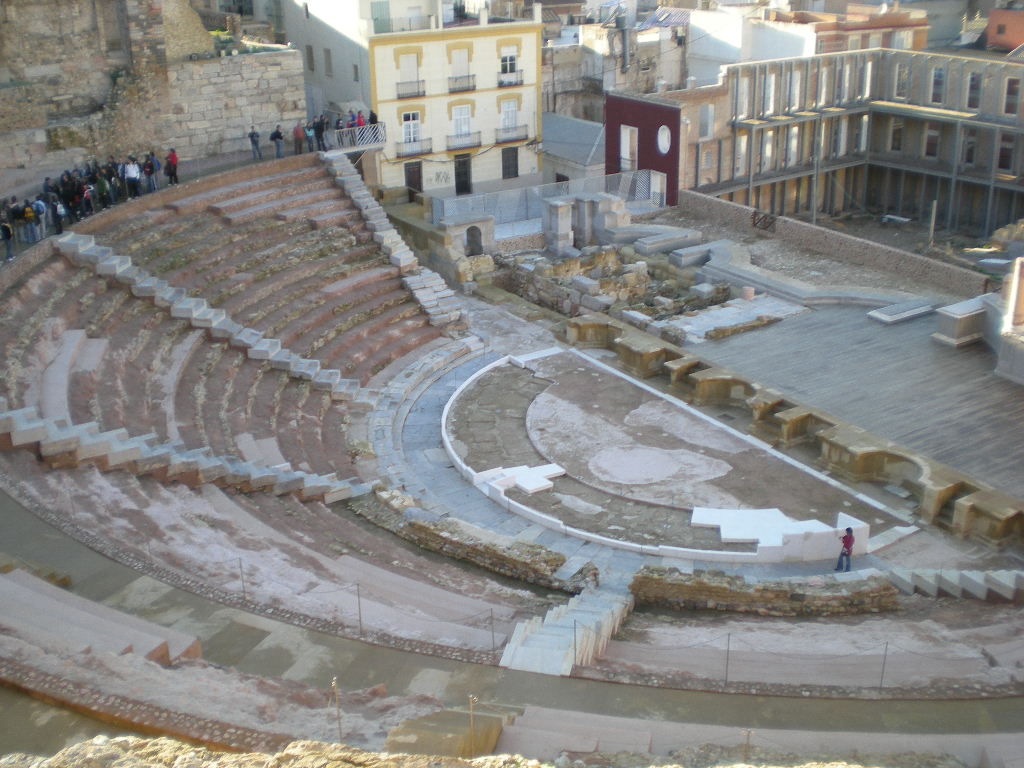
Teatro romano de Cartagena

. Fue construido en los últimos años del siglo I a. C. y bajo la orden del emperador Augusto. Esta construcción no se conserva en tan buen estado entre otros factores debido a una construcción de un mercado comercial en el siglo III d. C. que aprovechaba los materiales de la anterior construcción.
También se edifican los monumentos más impresionantes de la Antigüedad: el teatro y el anfiteatro. Este segundo será reconstruido algunos años más tarde con mayores proporciones. Y se reconstruye la muralla, se construyen las termas, también los templos como el de Augusto y el de Atagartis.
Estos monumentos y las viviendas de las clases altas estaban muy decorados con pinturas murales, mosaicos y esculturas.
El teatro se construyó sobre una ladera del monte de la Concepción. El anfiteatro se sitúa al otro lado del monte y en terreno más llano. Hubo que derribar un barrio existente para poder construirlo. El primero podía acoger a más de 6.000 espectadores y el segundo a más de 10.000.
Simultáneamente se acomete un plan de infraestructuras que extiende el alcantarillado por el centro de la ciudad y suministraba agua mediante tuberías de plomo a las viviendas de los barrios más acomodados. Estas traían el agua de la zonas más altas como el Molinete.
La parte más baja y cercana a las instituciones portuarias próximas a la actual calle Mayor, estaba poco poblada, y al parecer sin urbanizar.
En la zona de la actual plaza de San Francisco, el foro estaba en esa época rodeado de edificios monumentales que, como algunos templos trepaban por la ladera del Molinete. En otros lados de esta plaza se han encontrado restos públicos que parece que eran de una basílica comercial y también en la que se administraba justicia. Otros edificios eran la Curia y la sede del colegio de los sacerdotes.
Se le otorgó a Cartago-Nova el estatus de colonia. Se desconoce la fecha, pero en el Gobierno de Julio César, hacia el 45 a. C. debía ya de tenerlo. Con este título y con su anterior, esta localidad recibió el título de Colonia Vrbs Ivlia Cartago. (Iulia por Julio César).Sin embargo, no parece que hubiese un cambio brusco en el funcionamiento de las instituciones tras recibir este título.
Las provincias tenían divisiones llamadas conventos jurídicos. Cartago-Nova fue la sede de uno de los siete de su provincia.
Si a partir del siglo II, es posible que hubiera crisis en el Imperio Romano, en Cartago Nova tuvo lugar seguro. Factores decisivos para este hecho son el agotamiento de las minas y la reducción de las fuerzas militares en Hispania.
Esta crisis para Cartago-Nova empezó en el siglo II, y después de ella, la ciudad no se recuperó hasta mucho más tarde. Le ocurrió en el siglo IV, pero esta fue parcial y precaria.

Esto crisis llevó a que ya no continuase la remodelación de la ciudad para hacerla más impresionante y hasta la llevó a una decadencia urbanística.

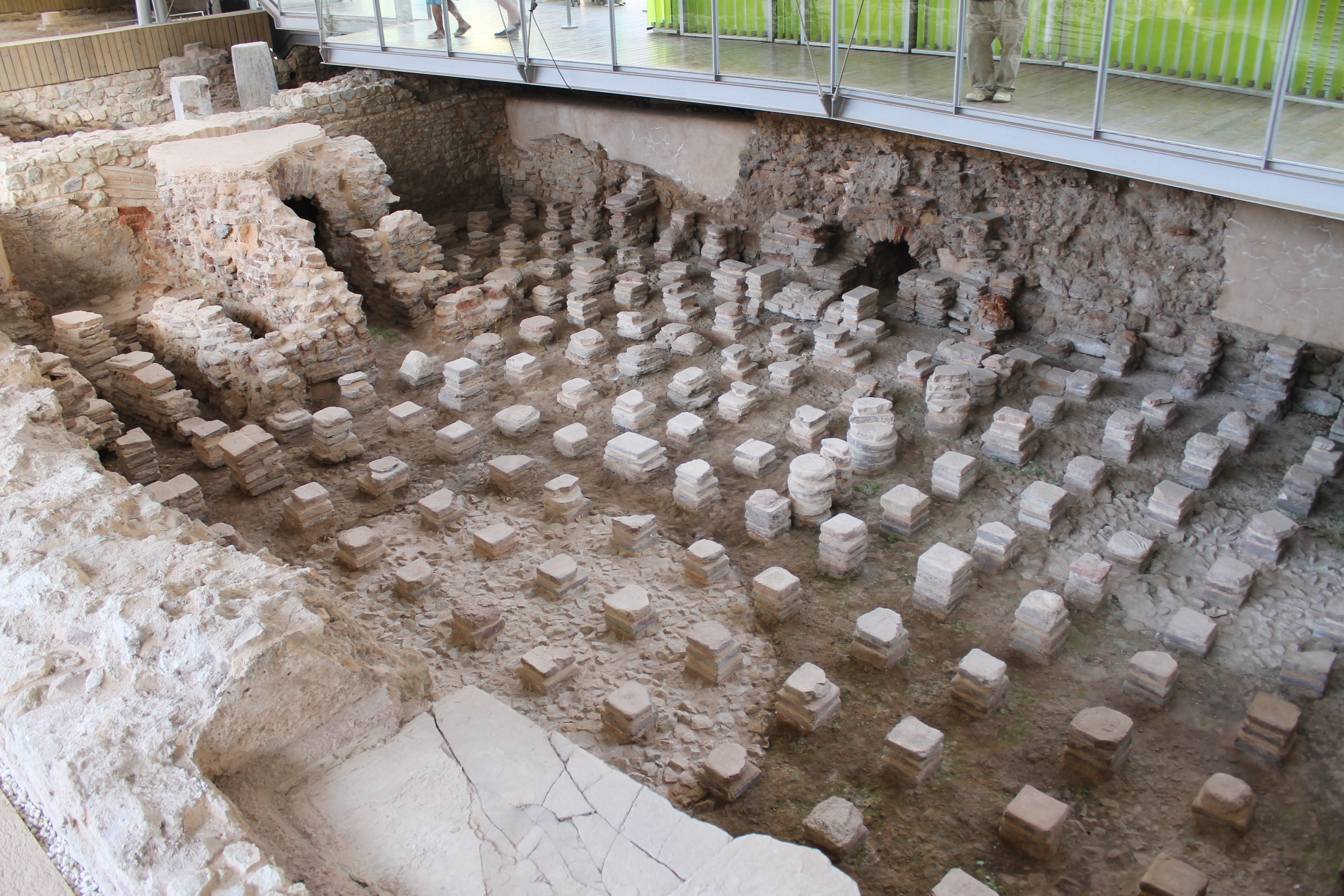
Termas romanas de Carthago Nova

 Su construcción data del siglo I d. C. y es posible que fuesen utilizadas hasta el siglo V o incluso el VII.En cuanto a la decadencia urbanística, se abandonan edificios públicos y se emplean sus materiales para nuevas edificaciones. También se remodelan grandes mansiones para transformarlas en pequeñas y pobres viviendas.
El teatro sufrió un incendio y dejó de ejercer la función asociada a este.
La Cartago-Nova de estos años se concentraba en su parte occidental, en torno al puerto y entre los grandes edificios públicos de la época anterior cada vez más deteriorados. Mientras, la parte más oriental, donde a duras penas se conserva alguna población, se llena de basureros. Es posible que una parte de este espacio se usara para establos y para otras instalaciones semejantes.

#### Antigüedad tardía y Alta Edad Media
Pero a partir del siglo IV suceden cambios en la economía, en la administración e incluso en el aspecto urbano. Esto permite hablar de una recuperación de Cartagena. Aunque es más pequeña, más fea y más pobre que la de tiempos de Augusto.
Esta ciudad volvió a ser un activo centro comercial y artesano. Al hecho de que fuese centro comercial lo acompañaba el hecho de que fuese centro administrativo. La instalación de la administración provincial ayudó a compensar situaciones negativas de esta ciudad por otros factores.
Sobre la aparición del cristianismo y sobre la oficialización de Constantino, los historiadores apenas saben cómo afectaron a Cartago-Nova.
En cuanto al ámbito administrativo, hubo un cambio de gran importancia: la instauración de la provincia Cartaginense con la capital en Cartago-Nova. Esto también le afectó a esta localidad en el ámbito económico y en su aspecto urbanístico. En este último con profundos cambios.
En la zona occidental, la única densamente habitada, las ruinas son utilizadas para fines más prosaicos y sin grandes pretensiones artísticas. Las piezas de aquellos monumentos se emplean en las nuevas obras sin darle importancia a su valor artístico: sillares, lápidas, altares, capiteles, esculturas, etc.
Un ejemplo de cambio de función de espacios abandonados es el teatro, transformado a mediados del siglo V en un mercado público con 15 tiendas y un pórtico. Sin embargo, las termas volvieron a realizar su función inicialmente asignada.
También se recuperaron las técnicas indígenas muy abandonadas anteriormente: el barro en las paredes, la láguenas en las cubiertas y la tierra batida en los suelos sustituyeron a la cal, a las tejas y a los mosaicos.
Con la llegada de las invasiones bárbaras al Imperio romano, Cartago Nova atrajo la atención de los vándalos. Estos estuvieron en la localidad en el 425, cuando iban a ir a África. La atacaron, pero no hicieron grandes estragos en la ciudad. Poco después, el emperador Mayoriano reuniría una gran flota para desalojarlos de la ciudad.
Ni estas 
invasiones germánicas ni la desaparición del Imperio romano de Occidente, parece que hubiesen afectado muy negativamente al desarrollo económico de esta localidad, aunque tampoco le supusieron un estímulo positivo. Tampoco la vida de los habitantes de Cartago-Nova cambió especialmente tras estos hechos.
Desaparecido el Imperio, durante algunos años más tuvo lugar una incertidumbre política hasta que el Reino visigodo se hace con el poder de toda la península. Pero esto duraría poco, ya que el emperador 
bizantino Justiniano I envía dos ejércitos, uno en el año 552 y otro al año siguiente a Hispania. Estos aprovecharon una guerra civil que se daba en el reino visigodo de la península ibérica.
El emperador tomó una franja costera mediterránea, de la cual no se sabe exactamente su extensión. Pero límites aproximados son el Estrecho de Gibraltar el oeste y el Cabo de la Nao (sur de Valencia) al este. También incluye las Baleares. Las tierras tomadas pasarían a ser una provincia del Imperio romano de Oriente llamada Spania.
La ciudad pasa a llamarse Carthago Spartaria. También fue la capital de la provincia dedibo a su situación estratégica y a su puerto.
La conquista bizantina supuso para esta Cartago una reactivación económica que la sacó del estancamiento de los años anteriores a la invasión. También sufrió la ciudad cambios considerables. El más destacado es la construcción de un barrio comercial sobre los terrenos del antiguo teatro, que había acogido un mercado público a mediados del siglo V.
La extensión habitada disminuyó con la conquista bizantina. Pero esto no indica proporcionalmente la reducción del número de sus habitantes. De hecho, los edificios que eran públicos y estaban deshabitados en la época de Cartago-Nova pasaron a ser habitados cuando era Cartago Spartaria. Además, en las zonas residenciales las grandes mansiones fueron divididas en varias viviendas pequeñas, por lo que esa zona pasó a estar más densamente poblada.
Las viviendas estaban agrupadas y había espacios vacíos entre ellas. Estos espacios predominaban en la parte oriental. En esos espacios había basureros, establos y un nuevo cementerio. Las viviendas se construían con la pobreza y la sencillez de los últimos tiempos del imperio romano, y no seguían las normas de la época clásica.
La parte más densamente ocupada es la más próxima al puerto, al igual que en tiempos anteriores: en los aledaños de la calle Mayor y en la ladera occidental del monte de la Concepción.
Las calles principales se pavimentan con piezas sacadas de construcciones de la época del Imperio Romano. Hay un barrio surgido en el emplazamiento del teatro romano. Este se tenía pequeñas casas apiñadas en calles estrechas, y se adapta al terreno. También se parecía más al futuro barrio islámico que a la disposición de edificios en el Imperio Romano.
El anfiteatro romano era el único monumento de los tiempos de gloria de Roma, que se identificaba. El resto había sido desmontado y reutilizado para nuevas construcciones.
En el año 612, el rey visigodo había hecho una fructífera ofensiva contra los territorios que seguían siendo de Bizancio. Pero no llegó a conquistar Cartago Spartaria. La conquistaría su sucesor Suintila entre los años 621 y 624. Hubo intentos posteriores de recuperar la localidad por parte del Imperio Bizantino, pero resultaron en fallo.
Los visigodos destruyeron la ciudad y fortificaron las poblaciones próximas. Tras esto, Cartagena perdería mucha relevancia durante siglos. Esta destrucción perjudicó menos al resto de diputaciones del actual municipio.
De esta manera, deja de haber en esta localidad hechos relevantes y significativos y casi cualquier actividad mínima. Es probable que entre las ruinas de la ciudad volvieran a establecerse algunas personas dedicadas a la pesca y a otras actividades primarias. Pero todos los testimonios indican que Cartagena quedó reducida a la insignificancia, por lo menos durante dos o tres siglos.
Unos años después de la conquista de Cartagena por parte de los visigodos, la sede metropolitana se trasladó a Toledo. Esto manifiesta la pérdida de importancia en el ámbito eclesiástico de esta ciudad.

### Cartagena Al-andalusí
Hasta el siglo XIII, cuando los castellanos reconquisten los territorios entonces islámicos, Cartagena estará en unos siglos oscuros con escasez de documentación. Por lo tanto, los historiadores se basan en datos arqueológicos, en fuentes indirectas y en la extrapolación de datos de otros lugares y de otras épocas.
A principios del siglo VIII, el reino visigodo estaba debilitado, empobrecido y en una guerra civil. Toma escena en aquel entonces en la península ibérica, pueblos del norte de África. Su unión política y religiosa les da mucha ventaja frente a los desunidos visigodos.
El jefe de las fuerzas árabes en África manda a Musa ibn Nusayr en el año 711 para ayudar al bando visigodo de Witiza. Una vez que han derrotado a Roderico no hubo ningún obstáculo serio para los musulmanes, y en el año 713 se proclama la soberanía del califa sobre la nueva provincia del imperio islámico.
Cartagena no opuso apenas resistencia debido a su entonces insignificancia.
Tras la conquista musulmana, la región murciana de la Iberia árabe se pasó a llamarse Cora de Tudmir. Hay indicios, aunque no pruebas, de que algunos árabes se asentaron en Cartagena. Pero pocos, debido a la falta de interés por la escasez de riqueza.
Esta localidad no podía considerarse ciudad desde el siglo VII hasta el siglo XI. Cuando tuvo lugar la invasión árabe, vivían allí unos pocos cientos de personas. Habitarían las ruinas próximas al puerto. Varias centenas más de personas habitaban los campos de alrededor, que estaban menos afectados por la despoblación.
Desde la llegada de los árabes, hasta el siglo X, Qartayanna queda al margen de las principales corrientes económicas,y por lo tanto, del gran desarrollo alcanzado por la mayor parte de Andalucía y amplias zonas del interior de la península.
La reactivación de la economía del Mediterráneo que tuvo lugar a partir de finales del siglo X, acabó por afectar a esta ciudad. Y su puerto aparecería mencionado en las fuentes árabes como parte de las rutas comerciales. Pero la existencia de puertos más importantes como el de Almería o el de Alicante, impediría que el puerto de Qartayanna tuviese un lugar más destacado.
En el siglo XII, el auge político y económico de Murcia, como también la decadencia de Almería; supuso una adquisición de mayor importancia para esta localidad. Al principio del siglo XIII, alcanzó su apogeo medieval, pero siempre detrás de ciudades como Murcia, Lorca, Orihuela o Alicante.

### Época de la reconquista de Cartagena y Baja Edad Media
Entre los años 1238 y 1243, el reino musulmán de Murcia se encuentra cada vez más presionado por los poderosos vecinos Castilla, Aragón y Granada. También tiene lugar una situación interna muy inestable. El rey Ibn Hud decidió ofrecer su vasallaje a Castilla.
En abril de 1243 se firma el Tratado de Alcaraz, por el que se reconoce la soberanía de Castilla. Como el tratado incluía todo el reino, las ciudades que se negaron a acatarlo, como esta, fueron consideradas rebeldes por los castellanos. Esto hizo que el príncipe Alfonso se dispusiera a conquistarlas, pero antes tuvo que conquistar Orihuela y otras poblaciones. por lo que por el momento se dejó a Qartayanna en paz por falta de medios y de tiempo.
En 1244 vuelve el príncipe Alfonso al Reino de Murcia con mayores fuerzas, con el propósito de completar el dominio castellano. El 28 de marzo se firma el tratado de delimitación fronteriza con Almizra. Entonces Alfonso toma Mula y después Lorca, que no capitula hasta noviembre, por lo que ha de aplazar otra vez la conquista de Qartayanna.
En 1245, el ejército castellano pone cerco a la ciudad con la ayuda de una flota llegada del Cantábrico. Y ese año consigue la rendición incondicional. Inmediatamente se instala en la localidad una guarnición castellana, y se expulsa a la población del recinto urbano.
En 1264 tiene lugar la rebelión de los musulmanes del Reino de Murcia. Mientras Cartagena se rinde esta vez ante las milicias manchegas, y una flota procedente de Sevilla. 
Una vez pacificado el reino, Alfonso X se proponía usar el puerto de Cartagena como base para intensificar las relaciones comerciales de Castilla con el Mediterráneo occidental, y para su proyecto de expansión por el norte de África. Para lo primero, se concede a Cartagena una serie de privilegios para fomentar el comercio y el corso. Para lo segundo se instituye la orden de Santa María de España, una orden militar naval.
Jaime II de Aragón ocupa el Reino de Murcia en 1296. Pero Castilla recupera la mayor parte y queda para Aragón los territorios que hoy pertenecen a la provincia de Alicante y Cartagena. Un año más tarde, la ciudad es devuelta a Castilla. Y en 1313 vendida a don Juan Manuel.
En el reinado  de Pedro I de Castilla (1350-1369), la situación para esta ciudad era todavía más difícil. El puerto tenía gran actividad por ser la base de las campañas marítimas de Pedro I contra las costas de Aragón. Esto acarreó a la localidad problemas de abastecimiento y en algunos momentos de grave peligro. Uno de ellos fue 1357, cuando fue sitiada por las tropas aragonesas.
Esta situación se complicó con la guerra de los Cien Años y con la Guerra Civil. Cartagena siempre estuvo de lado de Pedro I.
En el reinado de Enrique III de Castilla, hubo conflictos internos que afectaron especialmente a Cartagena.
Tras los conflictos, Cartagena se convertirá en una base de operaciones para la política mediterránea de los Reyes Católicos.
Salen navíos del puerto de Cartagena en la Guerra de 1487, para apoderase de Granada; en 1492, cuando expulsaron a los judíos de la Corona de Castilla; en 1495, cuando tuvieron lugar expediciones militares contra Italia; y en 1505, en las expediciones militares a África. En la Guerra de Granada, además en el puerto de Cartagena se realiza abastecimiento militar.
Ni Fernando III, ni Alfonso X consiguieron atraer a un número suficiente de castellanos para establecerlos en los territorios recién conquistados. Por esto hubo que recurrir a los cristianos de cualquier procedencia, entre los que predominaban los catalanes.
Pero estos castellanos, catalanes, aragoneses y navarros, etc. que se animaron a venir, buscaron las tierras más fértiles y seguras alejándose de una costa que se había vuelto un lugar sumamente peligroso.
Hubo tres epidemias de peste en el siglo XIV y todas afectaron a Cartagena. De las cuatro del siglo XV dos seguramente tuvieron su lugar en esta localidad también.
En cuanto a actividades económicas de esta época, hay que destacar el comercio, que siempre estuvo activo gracias al puerto. Pero hay una decadencia de este a partir del siglo XIV.
Este lugar también era atraído por 
genoveses debido a que estaba en sur ruta al Atlántico. Cada vez más a partir del siglo XIV. Su motivo principal es la lana.
Otra actividad de la que formaba parte el puerto de Cartagena era el corso. Era fomentado por la corona.
En el siglo XV se recuperó la economía. Centuria en la que además los señores de la ciudad y los oficiales participan en el corso.

### Edad Moderna
En la Edad Moderna, la información histórica sobre Cartagena es cada vez más abundante.
Esta ciudad fue a partir de 1503 una ciudad de realengo, es decir, dependía directamente de la Corona. Y el municipio estaba encuadrado en el Reino de Murcia.
En el siglo XVI, volvió a afectarle a esta localidad tres epidemias de peste, y en el XVII dos.
También hubo problemas de abastecimiento debido a la aridez. Esto le impidió a Cartagena competir con Alicante o con Málaga, a pesar de que sus puertos no son tan defensivos.
Las amenazas por medio del mar medievales, se acentúan a partir del año 1516. Año en el que los turcos se instalan en Argel.
El sistema defensivo de Cartagena para los ataques en general era la muralla y el castillo. Estaban los dos en condiciones precarias, a pesar de los gastos que se hicieron en el siglo XVI.
La población de Cartagena empezó a recuperarse durante el siglo XV. Aunque en el año 1500, la población del recinto amurallado apenas llegaba a los 1.500 habitantes.
Durante la primera mitad del siglo XVI, el comercio no acababa de progresar en esta ciudad. Será a partir del año 1570, cuando el puerto de Cartagena se integre plenamente en los circuitos comerciales más importantes.
En las dos primeras décadas del siglo XVII se alcanza el momento de máxima actividad comercial.
Como se ha mencionado con anterioridad, hubo un crecimiento de población a partir del siglo XV. Pero fue mayor en el siglo XVI. Esto acarreó cambios en la ciudad. Esta se extendió por el llano comprendido entre el cerro del castillo y el del Molinete. En este segundo se levantaron unas débiles murallas. Estas fueron sobrepasadas en seguida formándose el arrabal de las puertas de Murcia, que luego se llamaría San Roque. Por la parte oriental se formó otro arrabal fuera de la puerta de San Ginés. También, fuera de las puertas de San Ginés, se levanta en el año 1606 en convento de San Diego, al pie del cerro de San José.
Hacia el 1600, el espacio urbano de esta ciudad se encontraba dominado por un eje central. Este por la calle mayor unía la Puerta del Muelle con la de Murcia, y se prolongaba por el arrabal hasta el camino de Murcia. En la calle Mayor y adyacentes, vivía la gente acomodada y se encontraban los mejores edificios. En el extremo meridional de este eje la plaza pública o principal.
En esta plaza se levantaba el ayuntamiento en medio de la cárcel, y de la lonja. También el Hospital de Santa Ana en la entrada de la calle Mayor. Esta era además plaza de armas. Otra función era la de pregonar los acuerdos del concejo. Y en este lugar se reunía a los vecinos en los acontecimientos importantes.
Otra plaza de la ciudad era la del Rey.
Además del convento de San Diego, estaba en esta diputación el convento de San Isidro hacia la calle Mayor.
En el siglo XVII hubo una crisis a nivel nacional que afectó a esta actual diputación. Esta crisis ocasionó un descenso de la población hacia la década de 1630, o incluso antes. A finales de este, tuvo lugar una recuperación.
En este siglo también tuvo lugar la cuasi desaparición de las incursiones norteafricanas, en concreto, en la segunda mitad.
En el siglo XVIII tuvo lugar la instauración de los Departamentos marítimos. Esto ocasionó grandes cambios en Cartagena hasta que quedó irreconocible, debido a que se asignó al casco ser la capital, también a que no era muy grande. Esta ciudad se convirtió en un centro industrial de primer orden, también el elemento militar iba creciendo hasta hacerse predominante.
En el ámbito militar se le da un gran empujón al área del puerto y del antiguo mar de Mandarache. En el año 1728, ingenieros empiezan a planificar la construcción del arsenal. En 1731 deciden su emplazamiento. Su construcción finaliza en el año 1782. También se completan las escasas obras de protección que tenía el puerto hacia el año 1750. Terminan el conjunto de baterías y de fuertes. En 1765 tiene lugar el proyecto de cercar la ciudad y el arsenal con una sólida muralla, también de disponer castillos sobre los montes.
En cuanto al aspecto comercial de esta localidad, el Puerto de Cartagena siguió siendo de los más caros y menos competitivos del Mediterráneo.

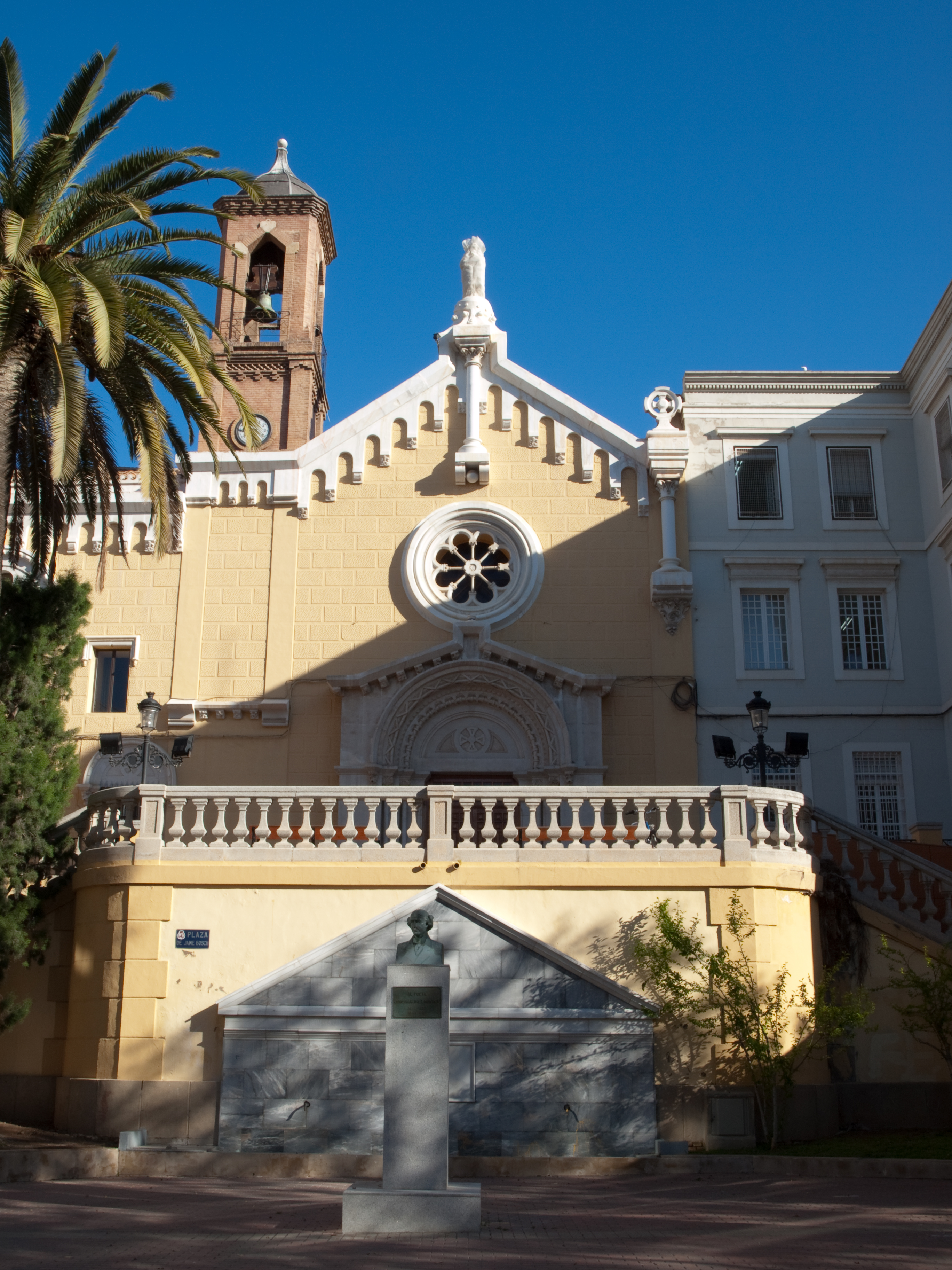
Iglesia de San Diego. Se encuentra junto a la plaza de Jaime Bosch

Sobre la estructura de Cartagena podemos decir que los cambios de esta fueron muy notables, como hemos dado a entender anteriormente. En esta, las viviendas se construían sin cesar, y llegaron a cubrir rápidamente lo que quedaba de suelo edificable en la llanura rodeada de colinas que había sido la antigua península. A mediados de este siglo, se construye en las faldas de las colinas. El complejo del Arsenal se encontraba al oeste, los grandes edificios del parque de artillería al norte y el cuartel de Antigones al este. La ciudad estaba desbordada y apenas había espacio para construir viviendas. Hay una nueva muralla que abarca el barrio de San Roque, pero se topa con el obstáculo del Almarjal.

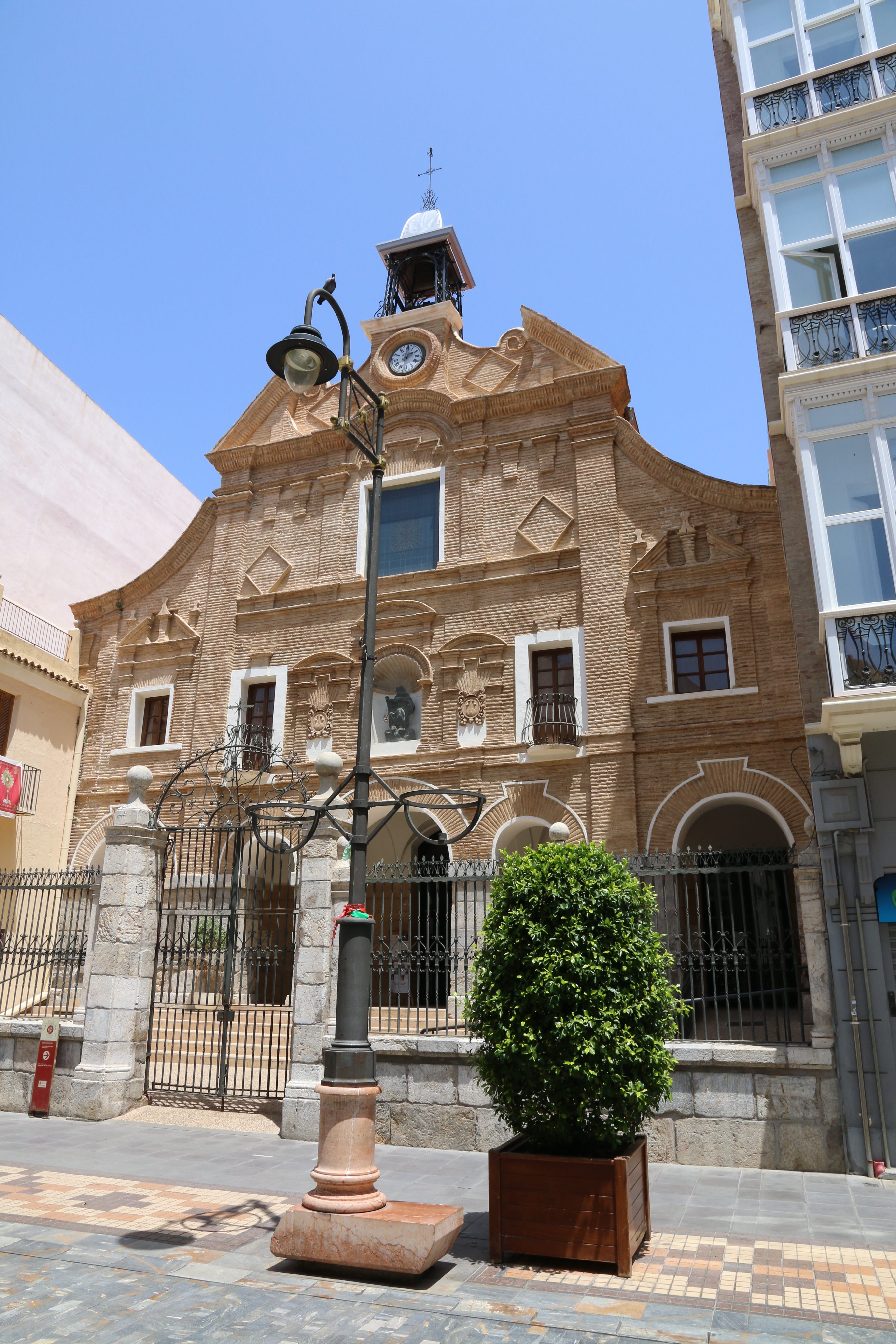
Iglesia del Carmen situada en la calle que recibe el mismo nombre.

Otro hecho importante de estas décadas son las oleadas de inmigración. Llegaron a tal punto, que en la segunda mital de la década de los 90,  las personas no podían instalarse dentro de los muros de la ciudad por falta de espacio. Se mudaron pues, a barrios extramuros como La Concepción, San Antón y Santa Lucía.
Las condiciones de vida del interior de la ciudad fueron deteriorándose rápidamente. Se volvieron especialmente penosas en los montes del castillo y del Molinete. En este último, las viviendas eran más pequeñas y pobres, también se carecía de los servicios higiénicos más elementales.
También estaba el hecho de que ante la extraordinaria demanda de viviendas, los precios de los alquileres se habían disparado. Esto estimulaba la tendencia a compartir la vivienda entre varias familias para ahorrarse una parte del abusivo alquiler.
Esta necesidad de espacio y el rápido deterioro de la salud de la población, motivó entre otros proyectos el de allanar el cerro de la Concepción y urbanizar el solar resultante, cosa que no se llegó a hacer.
En cuanto a la salud y a la salubridad de los cartageneros y de Cartagena, es importante comentar que en este siglo no hubo epidemias de peste. Pero llegaban muchos forasteros, de estos bastantes pobres y mal alimentados y esto empeoraba las condiciones sanitarias de esta ciudad. En el ámbito de la guerra la salubridad también fue deficiente. En concreto, las instalaciones de alojamiento de los forzados del Arsenal y de las tropas de guarnición.
Además, las obras del arsenal y de las murallas afectaron al desagüe normal del Almarjal. Esto cuasó que a partir de los años 80 —década en la que abundan las lluvias torrenciales— las aguas estancadas permanecieron allí todo el verano. También estaba el hecho de que el agua de las lluvias corría a partir de entonces libre por las laderas desnudas de vegetación, y se acumulan en las llanuras costeras mal drenadas.
Este hecho dio lugas a que los árboles de la Alameda, se podrían por el exceso de humedad. Estas aguas estancadas, cálidas y poco profundas, además, eran perfectas para que se criaran los mosquitos que transmitían el paludismo.
Las medidas mejores para acabar con el paludismo eran descongestionar la ciudad, desecar el Almarjal y mejorar las condiciones de salubridad. Pero al requerir un coste elevado, las realizaron parcial y tardíamente.
Edificios y construcciones de esta época son la iglesia de Santa María de Gracia, la capilla de la Cofradía 
Marraja, las Casas del almirante Escaño, y la Casa-Tilly, que actualmente tiene la función de casino. También están el cuartel de presidiarios y esclavos, el 
Hospital militar, el cuartel de guardias marinas y el Cuartel de Antigones. Además, si a lo largo de este siglo empeoró la salud pública, mejoró notablemente la asistencia sanitaria. El
Hospital Militar y el de la Caridad, fueron muy ampliados y mejorados.
En esta centuria el puerto recibe una importancia militar renovada, también vio salir diversas expediciones militares. Una tuvo lugar en la reconquista. Otra sucedió en el año 1775, cuando hubo un intento de conquistar Argel. También salieron navíos de este puerto en el año 1782, en las campañas para recuperar Menorca.

### Edad Contemporánea
En los siglos XIX y XX ha habido cambios drásticos en la vida de las personas: el paso del Antiguo Régimen al liberalismo y al capitalismo, los primeros pasos del parlamentarismo occidental, los grandes avances de la ciencia y de la técnica como el ferrocarril, el automóvil, la electricidad, el teléfono, el cine, etc. Cartagena no estará al margen de todo esto, sino que será una de las ciudades españolas más afectadas y una de las primeras en estarlo.
Por motivos históricos de España y a nivel mundial en esta época, las inversiones de reales en Cartagena pasan de 60 millones en 1795 a menos de 1 millón en 1805. Esto causó muchos despidos a los trabajadores del arsenal y a los marinos. Esta reducción de dinero también ocasionó el abandono del complejo industrial que tenía esta localidad décadas atrás.
El levantamiento en Madrid contra las tropas francesas que ocurrió el 2 de mayo de 1808, tuvo importantes repercusiones en Cartagena. Esta ciudad tomó el papel de una base militar activa: proporcionó armas, tropas y pertrechos al resto del país.
En el año 1810 el ejército francés entró en Andalucía con los objetivos de destruir al ejército español que se encontraba en esta ciudad y de tomarla. Esto acarreó indirectamente el arrasamiento de Quitapellejos, también de más de la mitad de Santa Lucía y la destrucción de las alamedas, del jardín botánico y de varios huertos. También se dañaron hasta el derrumbe las fortificaciones que no se podían defender, como las de la parte oriental del puerto.
El 21 de octubre del año 1843, tuvo lugar una tromba marina que entró por el monte San Julián y acabó en la plaza del Rey.
En cuanto a la estructura urbana, se puede hablar de decadencia. Dora Quillinan hablaba del abandono de las fortalezas, la decadencia de los edificios más modernos, el hundimiento del comercio y de la total paralización del arsenal.
El tamaño del centro de la ciudad, fijado en el siglo anterior, apenas varió. Pero en esta parte sí se dan algunos cambios importantes. Uno en concreto es transformar el antiguo solar del convento de San Francisco en una plaza pública ajardinada. Además, en esa plaza se celebraban las ferias anuales veraniegas hasta que las trasladan al muelle.
El solar del convento de San Francisco no es el único terreno religioso que cesa este tipo de función y que se pueden emplear para otros tipos de construcciones. También está, por ejemplo, el del Hospital de Santa Ana. Pero los terrenos ganados a raíz de esto son insuficientes y había que, además, urbanizar los terrenos del Almarjal y ampliar las plantas de los edificios ya entonces existentes.
Otras reformas de esta actual diputación son abrir una calle donde estaba el antiguo barrio de La Gomera, al pie de Santa María la vieja. Este facilitaba el acceso a la 
Muralla del mar. Otra reforma fue abrir la calle Gisbert, que es una amplia calle que comunica el puerto con la parte céntrica de esta localidad. Se tuvo intención y se autorizó en 1901 derribar el barrio popular de El Molinete, que en aquella época era escenario de prostitución, escándalos y de delincuencia conocida internacionalmente. 
También tenían en mente demoler el Castillo de la Concepción —que estaba en ruinas— y arrasar el monte. Luego urbanizarían esa zona. Pero ninguna de estas ideas llegaron a efectuarse, a pesar de que la última estaba proyectada. Y en lugar de efectuar estos proyectos urbanísticos, se aplazaron indefinidamente.
Debido al conocido éxito de la minería del siglo XIX dado por los yacimientos de la Sierra Minera, los propietarios de las minas no tenían reparo en mostrar ostentosidad en sus viviendas. Esto causó construcción de viviendas en el considerado centro de Cartagena. A estas construcciones se les aplicaba nuevas corrientes artísticas como el modernismo. Esto llevó a una renovación del centro de la ciudad y a que este alcanzase una gran calidad arquitectónica, y por primera vez comparable a la de los tiempos de Augusto.
Esta gran dedicación a las edificaciones no se aplicó solo a viviendas particulares de burgueses, sino también a edificios públicos. Algunos son el Palacio consistorial, la estación de ferrocarril o la iglesia de la Caridad.
A finales de este siglo, las calles céntricas estaban limpias y adoquinadas. Abundaban los lujosos establecimientos, las sociedades de recreo y los cafés espaciosos y ventilados. También había lujosos establecimientos de moda, bazares, novedades, etc. Esta zona era el centro comercial de Cartagena, la atravesaban constantemente tranvías eléctricos, había plazas espaciosas y jardines muy cuidados.
En la parte llana era donde residían las personas con mayor poder adquisitivo. Las personas de clases sociales más bajas vivían en El Molinete, al pie del monte Sacro, las inmediaciones del castillo de Despeñaperros y también junto a la Plaza de toros.

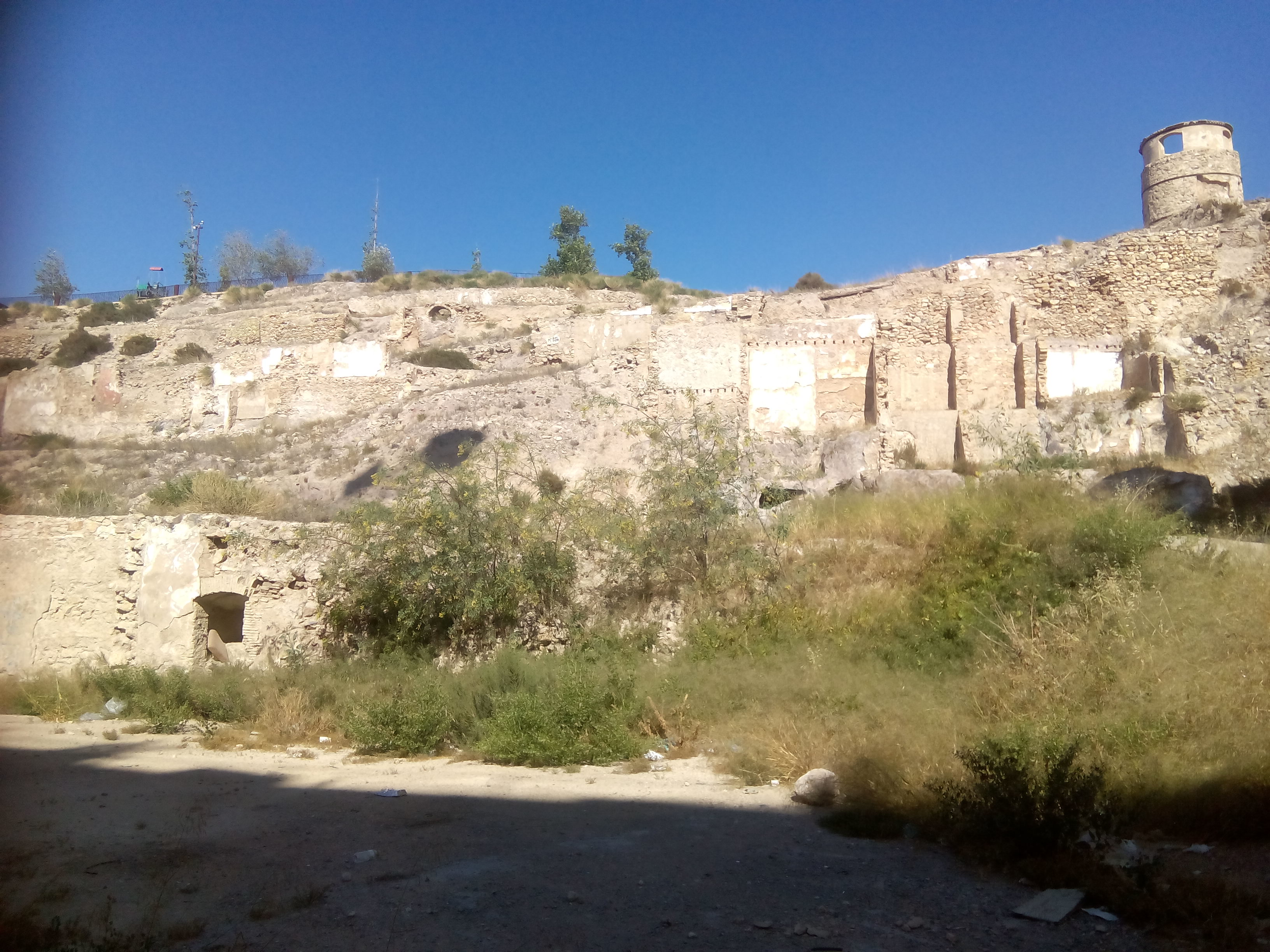
Ladera oeste del monte Molinete de Cartagena (España)

 En esta zona habitaban moriscos desde la reconquista hasta el año 1610. En el siglo XIX vivían en este monte las personas de las clases sociales más bajas.El alumbrado con gas empezó a implantarse en el año 1861. Por esa época también aparece el transporte público urbano. A partir de 1882 los tranvías eran tirados por caballos, y desde el año 1907 empiezan a ser sustituidos por transportes eléctricos.
También desde el ayuntamiento planificaron el Proyecto de Ensanche y Saneamiento en los últimos años de esta centuria. Este consistía en sanear definitivamente el Almarjal y acondicionarlo para que se expandiese esta localidad.
Este proyecto se presentó en el año 1897 y fue aprobado tres años después. Incluía la construcción sobre los terrenos del Almarjal de una nueva ciudad con amplias calles cortadas en ángulos rectos y con las manzanas con diversas formas y tamaños para evitar la monotonía. También habría amplios patios interiores. Los edificios no serían muy altos. Se plantarían en las calles diversas especies de árboles como los eucaliptos. Además, en medio de esta zona hubo intención de construir un extenso parque que incluyera un lago e instalaciones para el ocio y para el deporte como jardín botánico, quiosco de música, casino, hipódromo, velódromo, etc.
Construcciones del siglo XIX son la Casa Pedreño de 1872, la Casa Aguirre de 1900 y la Casa Cervantes del mismo año.

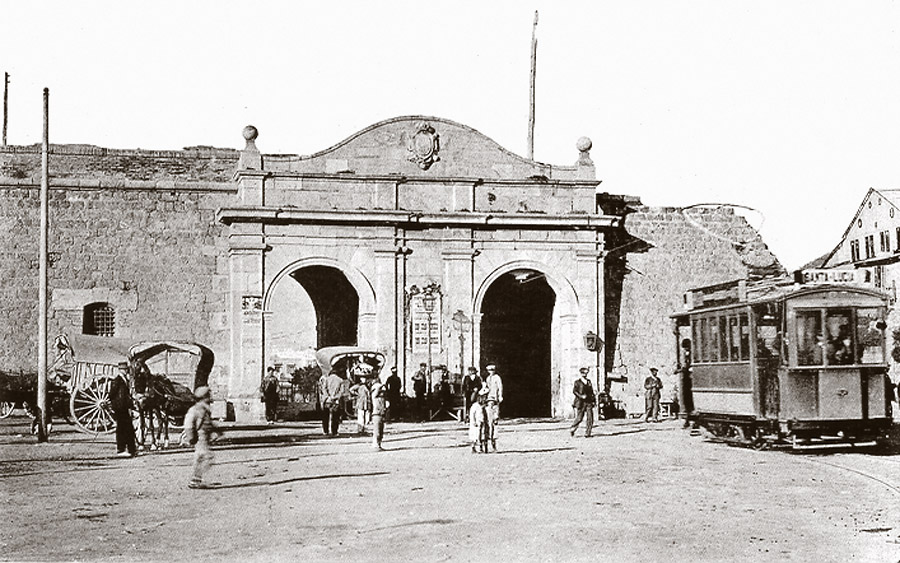
La puerta de San José antes de ser derrumbada

. Se encontraba en la actual plaza de Bastarreche.
En 1902 tuvo lugar el derribo de las murallas. Fue muy bien recibido, pero estos habitantes no eran conscientes de a partir de entonces la falta de protección frente a inundaciones.
Algunas construcciones de principios del siglo XX son la Casa Aguirre, del primer año de este siglo, la Casa Clares que quedó finalizada seis años después, la Casa Dorda de 1908 y la Casa Zapata del penúltimo año de la primera década.
En estos años se aborda el proyecto del Ensanche. Este tuvo modificaciones respecto a lo proyectado en 1897: Se reduce su extensión, el parque previsto se reduce y se deja de lado los patios centrales de las manzanas.
A pesar de esto las viviendas tenían forma de hotelitos suntuosos y el resto de edificaciones de esta zona tenían que cumplir exigencias de bastante calidad arquitectónica.
En el centro de esta localidad, y durante la alcaldía de Alfonso Torres, se hicieron intervenciones urbanísticas destacadas. Una de ellas es urbanizar y embellecer paseos como el de la Muralla del mar y la calle Real. También se construyó el monumento a los Héroes de Cavite, que se inauguró en 1923 con la presencia de Primo de Rivera y de los reyes. Por último se puede mencionar la conversión de las ruinas del monte de La Concepción en un parque llamado oficialmente parque Torres, pero entre los habitantes de Cartagena es conocido como el "Castillo de los patos".

Cartagena, que llevaba años arrastrando una crisis, a partir de a mediados de la segunda década, estuvo muy afectada por la Primera Guerra Mundial. Aunque España se mantuvo neutral en este conflicto bélico, esta ciudad estuvo afectada por la guerra debido a que casi toda su economía dependía del exterior.

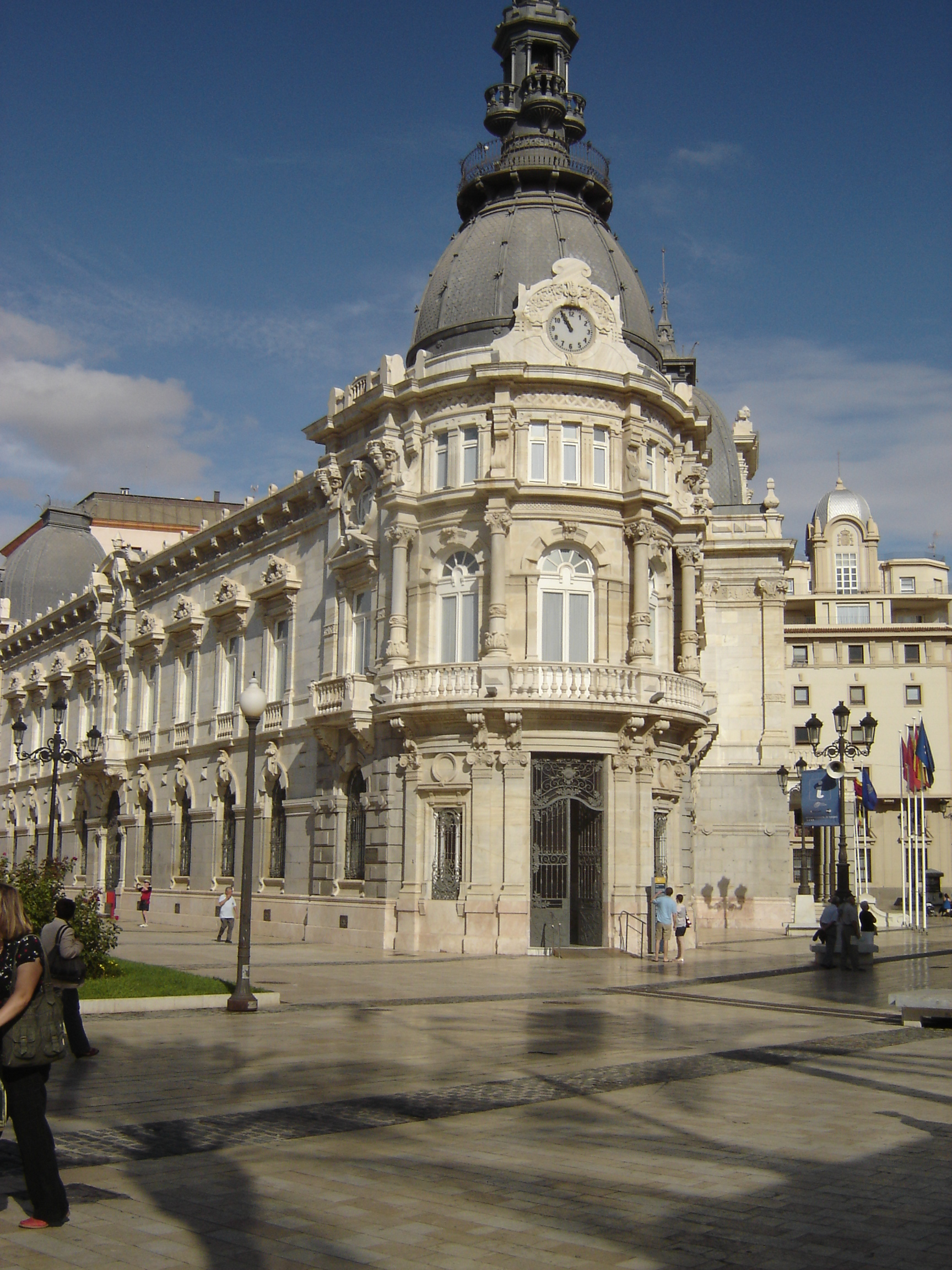
Palacio consistorial de Cartagena

. Fue construido entre los años 1900 y 1907 y fue uno de los principales edificios modernistas. El recorte consecuente de esta guerra supuso que la industria naval se quedase sin trabajo, también indirectamente el cierre de minas y de fábricas y el gran paro de obreros. El fin de la guerra tampoco supuso una mejora para esta ciudad en este aspecto.
Aunque esta crisis perjudicase gravemente el sector minero, la ciudad cartagenera llevará mejor esta crisis gracias a su economía diversificada. La actividad vuelve a los astilleros, aumentan los comercios y hay más propietarios de tierras.
Un proyecto muy importante fue el del Canal de Taibilla, cuyo objetivo era solucionar el problema del abastecimiento de agua a la población y al sector naval. Este proyecto se hizo en la época de la Dictadura de Primo de Rivera.
En el comienzo de la II República, en abril de 1931, la ciudad seguía sumida en la crisis.
En los años 50 se agravó el problema de la vivienda. Esto llevó a construir casas para los obreros, los militares, los pescadores, los maestros etc. en Santa Lucía, en Los Juncos, en Escombreras y en Cuatro Santos.
En la década siguiente es cuando empieza a abordarse el asunto de El Ensanche. En 1961, se aprueba el Plan General de Ordenación Urbana de Cartagena.  En este estaban incluidas las áreas de los polígonos de El Ensanche y también Santa Lucía. A este se le aplicarán continuamente modificaciones para adaptarlo a los intereses de la constructora. El Ensanche, como consecuencia de esto, quedó desordenado, desproporcionado, casi sin zonas verdes y donde se construyen bloques de pisos de los que casi ninguno tiene mérito arquitectónico. Si en otras ciudades sus ensanches son arquitectónicamente parecidos a los centros de estas, en Cartagena este tiene la arquitectura de una nueva barriada periférica.
A finales de esta etapa la zona del paseo de Alfonso XIII ya empieza a realizar la función del centro de la ciudad. Este estaba ya más conectado con el Casco Antiguo y albergaba algunas viviendas, talleres, almacenes, varios centros educativos, un mercado y un campo de fútbol. También desaparecen las viejas viviendas y en su lugar se construyen nuevas, aparecen más centros educativos como el Instituto Isaac Peral y las escuelas técnicas precedentes a la Universidad Politécnica de Cartagena. Tienen lugar en estos años, además, la Casa de la Cultura y el hospital Santa María del Rosell.
Tras el régimen franquista se puede hablar de tres etapas: la primera comienza en 1975 y termina en 1985, esta es la primera fase de estancamiento y en esta se incuba la crisis; la segunda abarca los años que van desde 1985 a 1995, en esta tiene lugar la crisis y una recesión; en la última hay una recuperación.
La Crisis del Petróleo se unió en España a las dificultades políticas de la 
transición. Esta crisis afectó tardíamente a Cartagena, pero con graves consecuencias económicas y sociales. Esta situación se refleja en el movimiento de mercancías en el puerto, este pasa de 16 millones de toneladas en el año a 1973 a 11,5 millones en 1985. La empresa Bazán también sufrió consecuencias de esta crisis.
Entre 1990 y 1995 la economía de Cartagena toca fondo. Se cierran empresas y hay muchos despidos de trabajadores. En Bazán se despidieron a 800.
La crisis industrial y el desarrollo agrícola provocaron un descenso de la población en Santa Lucía y también en otras diputaciones de Cartagena próximas a este barrio.
En los años 80 y 90 hubo movimiento reivindicativo y agitación social. No es el único que ha habido en estos dos últimos siglos, pero este tuvo una consecuencia muy llamativa. Esta agitación social sucede en los peores momentos de la crisis, había un crecimiento imparable de desempleo y cierre de empresas, también un deterioro de la ciudad. Esto provocó un descontento que se canalizó en protestas y en manifestaciones.
Un suceso espectacular ocurrió el 3 de noviembre de 1992 en una manifestación en la Asamblea Regional. Este sucedió cuando la policía intentaba disolver la manifestación cuando trabajadores de Bazán intentaron entrar en el edificio. Esto llevó a que un cóctel molotov entrase inintencionadamente en la Asamblea y le causó un incendio.
En estas décadas seguía presente el problema de la contaminación y además de manera más o menos grave.
El antiguo centro de la ciudad, en las décadas posteriores a la dictadura franquista, estaba muy degradado y empezaba a ser abandonado por sus habitantes de manera acelerada conforme surgían nuevos edificios en el Ensanche. En algunos casos el abandono es impuesto por las autoridades. Un caso es el del Molinete en el año 1974 en el que se derribaron todos los edificios.
En el casco antiguo hay muchas casas en pésimas condiciones, abandonadas y ocupadas por gente cada vez más pobre y marginada. A finales de siglo muchos inmigrantes se instalan en casas en estado de semirruina de esta zona. También se derriban barrios enteros para necesidades actuales como la de despejar el entorno de algunos monumentos (muralla, castillo de la Concepción y Teatro romano).
Las calles más céntricas (las adyacentes a la plaza de España, a la calle Mayor, la calle del Carmen y al Muelle) han podido mantenerse debido a que concentran buena parte del movimiento comercial de Cartagena. Pero también perdieron a la mayoría de sus habitantes en cuanto cesó este hecho.
Se puso en valor de construcciones históricas de esta ciudad, empezando por rehabilitar el parque Torres y después los restos arqueológicos e históricos importantes. También se reordenó la antigua zona portuaria del muelle de Alfonso XIII para convertirla en zona de ocio y de servicios culturales. Esto llevó a la revitalización de una parte del casco. Además, el movimiento de la Universidad Politécnica de la zona del Antiguo Hospital de Marina y del cuartel de Antigones, ha estimulado el resto de la fachada marítima.
Se puede concluir que a partir de los años 80 el antiguo centro de la ciudad se ha convertido en un barrio antiguo y que la zona céntrica se ha trasladado a un ensanche totalmente construido en que los alrededores de la calle Alfonso XIII ya toman claramente el papel del centro de la ciudad.
Al norte de la plaza de España, en la Alameda de San Antón, se construye otro eje de desarrollo urbano.  Ahora la mayor parte de los habitantes del municipio, reside en esta amplia zona central y en las nuevas barriadas.

## Servicios

### Sanidad
El centro de salud Cartagena Casco Antiguo y el hospital general universitario Santa María del Rosell se encuentran en esta zona.

### Educación
En esta diputación se encuentran ocho centros de educación primaria y cinco de educación secundaria. También hay un centro de la Escuela oficial de idiomas.

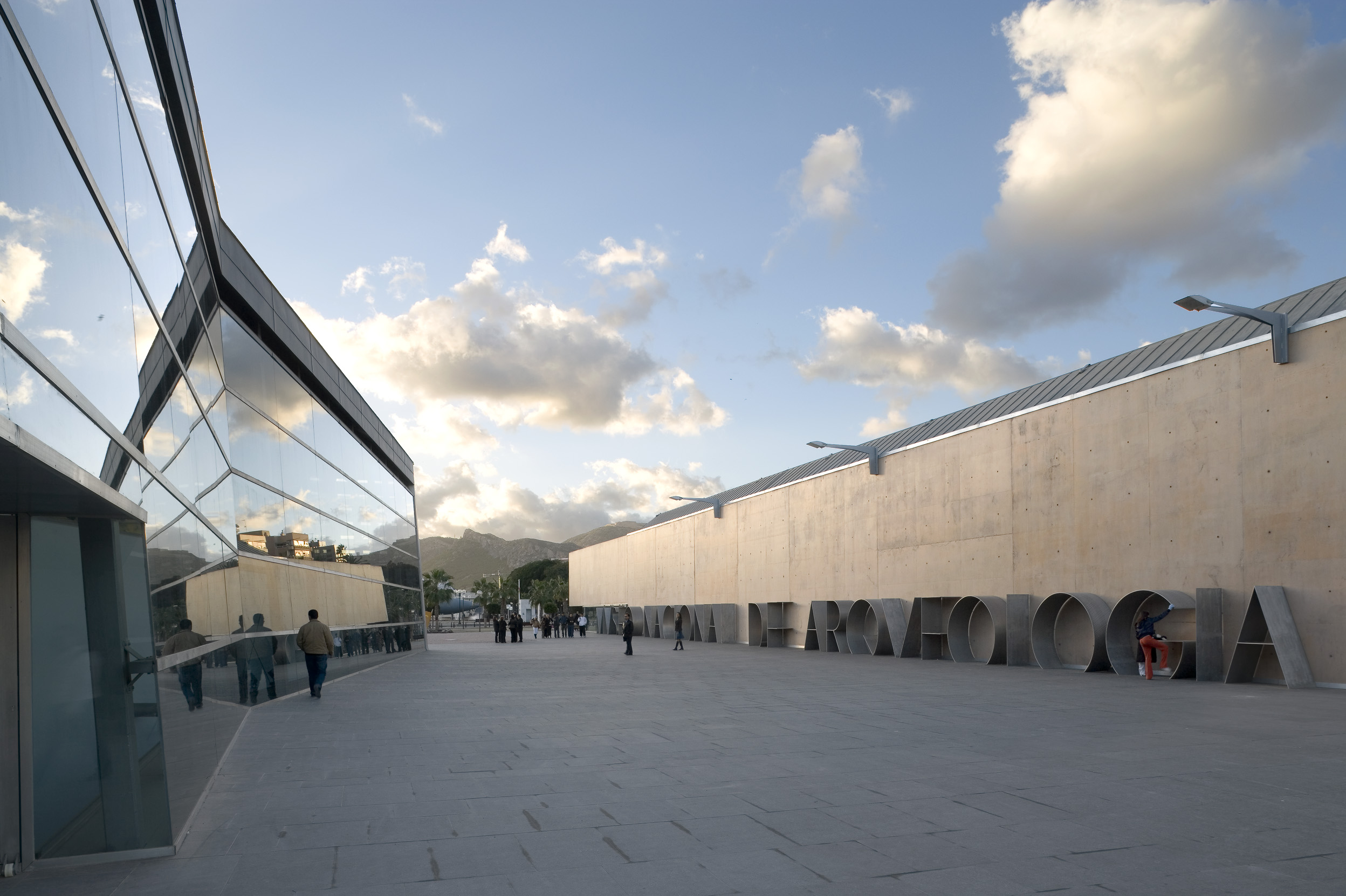
Museo Nacional de Arqueología Subacuática (ARQUA).

## Patrimonio
Cartagena Casco tiene los siguientes emplazamientos de relevancia histórica o culturales:
- Teatro romano

- Casa de la Fortuna

- Barrio y museo del Foro romano

- Museo Arqueológico Municipal
- Museo Naval de Cartagena

- Museo Nacional de Arqueología subacuática (ARQUA)

- Augusteum

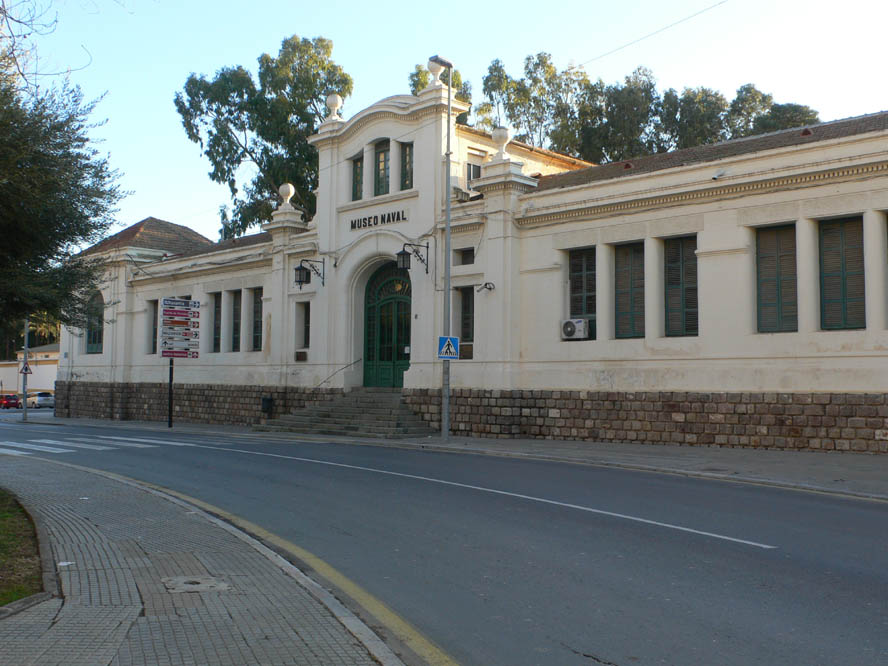
Este es el antiguo museo naval. El actual se encuentra junto a la facultad de Ciencias de la empresa de la Universidad Politécnica de Cartagena.

- Museo Regional de Arte Moderno (MURAM)

- Refugio-Museo de la Guerra Civil
- Museo de Carmen Conde

- Museo de la Ingeniería, la Tecnología y la Industria de la UPCT (MITI)

- Palacio Consistorial

- Centro de Interpretación de la Muralla Púnica

## Algunos edificios de relevancia histórica
A continuación están mostradas las edificaciones con más relevancia histórica de Cartagena Casco que se conservan actualmente:
- Iglesia del Carmen
- Palacio de Capitanía
- Puerta del Arsenal
- Cuartel de Antigones
- Iglesia de San Diego
- Palacio Casa Tilly

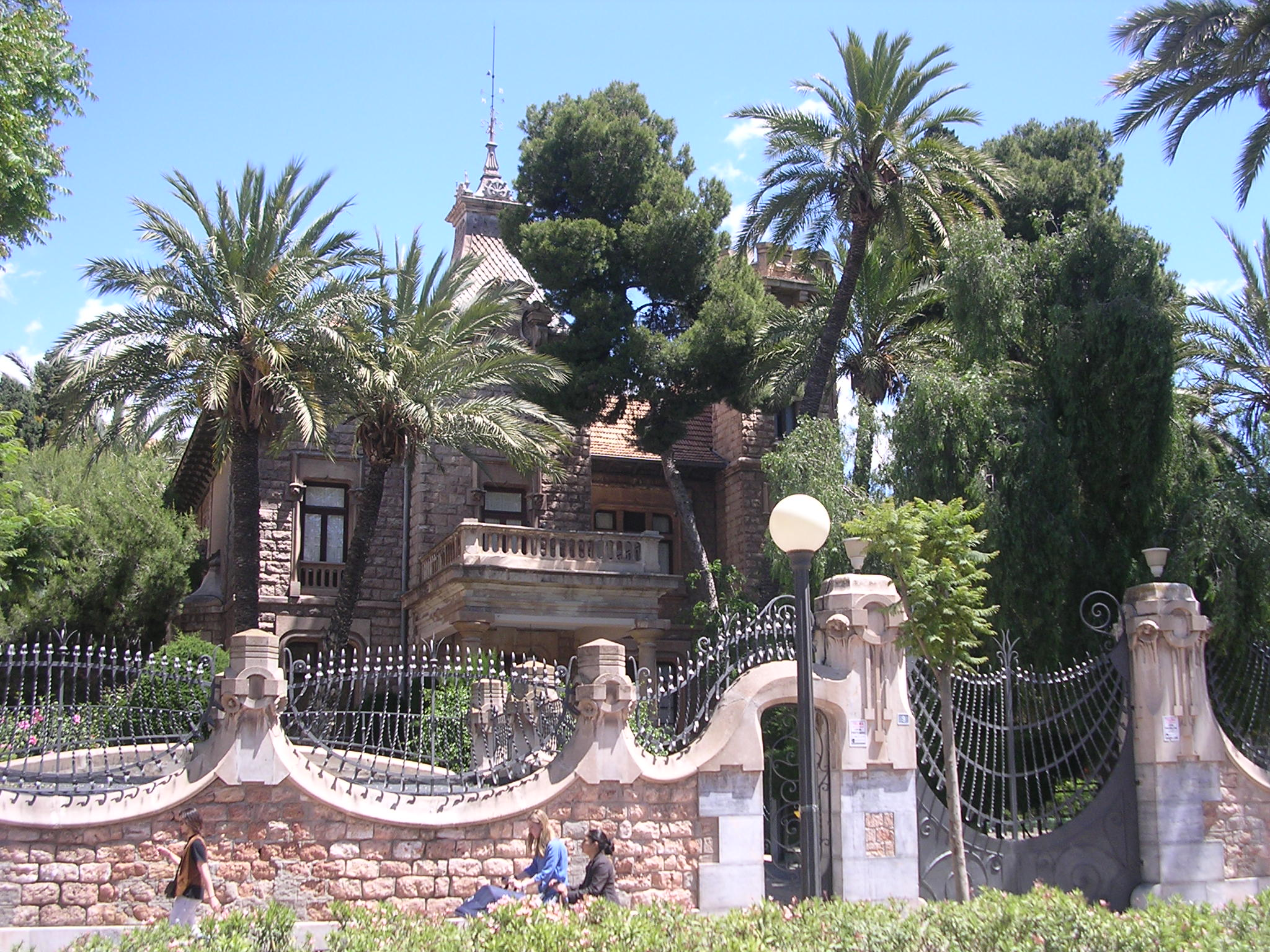
Casa Zapata. Edificio modernista. Se encuentra en la plaza de España y actualmente es un centro educativo de primaria y de secundaria de la orden católica de Los Carmelitas.

- Cuartel de instrucción de marinería
- Palacio Pedreño
- Palacio Pascual Riquelme
- Casa Cervantes
- Estación de Ferrocarril
- Escuelas Graduadas
- Casa Maestre
- Casa Zapata
- Casa Dorda
- Gran Hotel
- Casa Llagostera
- Casa del Niño
- Casa de Misericordia

## Fiestas de Cartagena Casco
- Carthagineses y Romanos: A esta celebración se la considera de todo el municipio. Sin embargo, la totalidad de los actos de esta, se realizan en esta diputación[38][39]
- Cruces de Mayo: La acción principal de esta festividad es colocar cruces hechas con flores o decoradas con estas con el objetivo de depositar flores en estas como ofrendas[40]
- Ofrenda floral a la Virgen de la Caridad: En esta fiesta se coloca una corona de flores cuyo contenido principal es un corazón en el que se clavan espadas y sobre el que se apoya una cruz.[41] También hay un desfile en el que participan principalmente mujeres de todas las edades vestidas con trajes tradicionales cartageneros y llevando un ramo de flores sobre los brazos.[42][40]
- Celebración en honor a San Ginés de la Jara[43]